# 1916年の航空
< 1916年
1915年の航空 - 1916年の航空 - 1917年の航空

## 航空に関する出来事
- 1916年 - 櫛引弓人が、アート・スミスとキャサリン・スティンソンを日本に招き、各地でアクロバティック飛行の興行を行う。
- 1月12日 - ドイツのパイロット、マックス・インメルマンとオズヴァルト・ベルケがプール・ル・メリット勲章を受勲する。

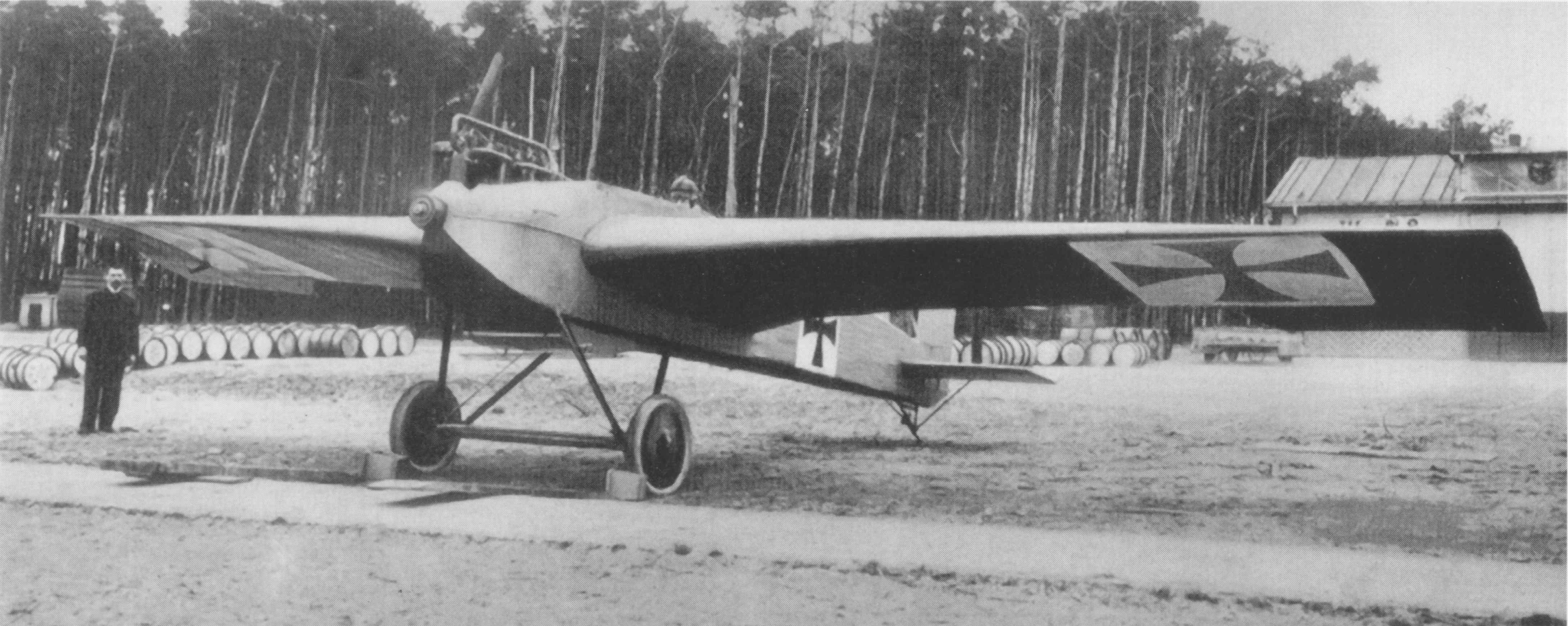
ユンカース J1

- 1月18日 - フーゴー・ユンカースの設計した全金属製（スチール製）で、支柱などのない片持単葉の航空機ユンカース J1が初飛行した。
- 1月22日 - 大日本帝国陸軍の軍用航空船（初の国産飛行船）、雄飛が、所沢から大阪までの試験飛行を行なった。
- 1月29日 - ドイツ軍の飛行船2機によるパリの空襲が行われた。
- 1月31日 - リバプールをドイツ軍の飛行船が空襲し。70人が死亡し、113人が負傷した。爆撃後、スタッフォードシャーの刑事裁判所は、ドイツ皇帝を計画的殺人の罪で有罪の裁定を行った。
- 3月2日 - ロシアの技術者、ピョートル・イヴァーノフが、自ら改良したヴォワザン機で、飛行を行う。
- 3月21日 - アメリカの義勇兵7人とフランス人将校から編成された"N 124" 飛行隊が作られた。12月にLafayette Escadrilleとなった。
- 4月 - フランス"N3"飛行戦隊が、コウノトリのエンブレムを採用した。

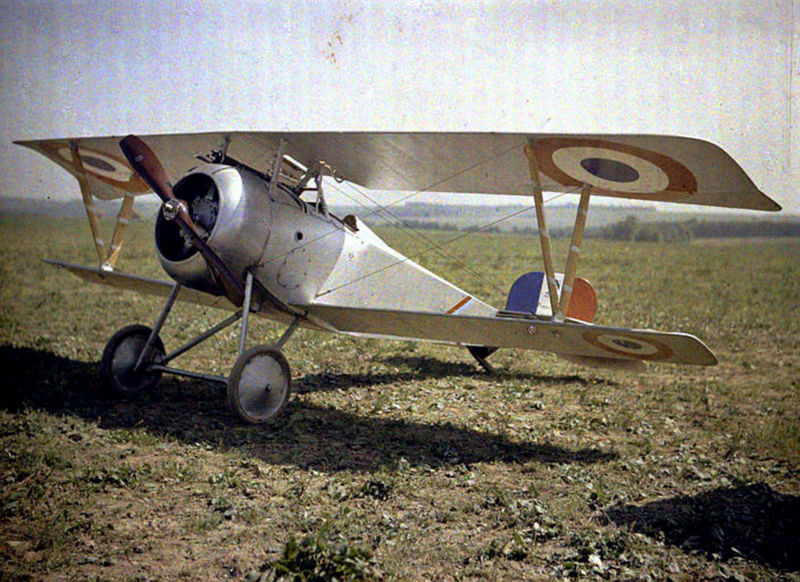
ニューポール 17

- 5月2日 - フランスのニューポール 17が、フランスの戦線に参加した。
- 5月7日 - ロンドンで、ドイツ軍による夜間空襲が行われた。
- 5月28日 - イギリスの戦闘機、ソッピース三葉機が初飛行した。
- 6月13日 - 14機のドイツの爆撃機ゴータによるロンドン空襲が行われ、162人が死亡し、426人が負傷した。
- 6月18日 - ドイツのエース、マックス・インメルマンが、イギリス軍と空中戦中に戦死した。
- 6月18日 - Pantinの上空で2機のフランス軍機が衝突し、からみあって墜落したが樹木と家の間にひっかかり乗員4人は無事であった。Pantinの奇跡と呼ばれる。
- 6月29日 - アメリカ人ウィリアム・ボーイングが設立したPacific Aero Productsが製作した、Boeing B & Wが初飛行した。1917年にBoeing Airplane Companyに改名。
- 8月 - デ・ハビランド DH4が初飛行した。
- 9月2日〜3日 - イギリス第39飛行隊のW・レッフェ・ロビンソン中尉が、ドイツの飛行船を初めて撃墜。

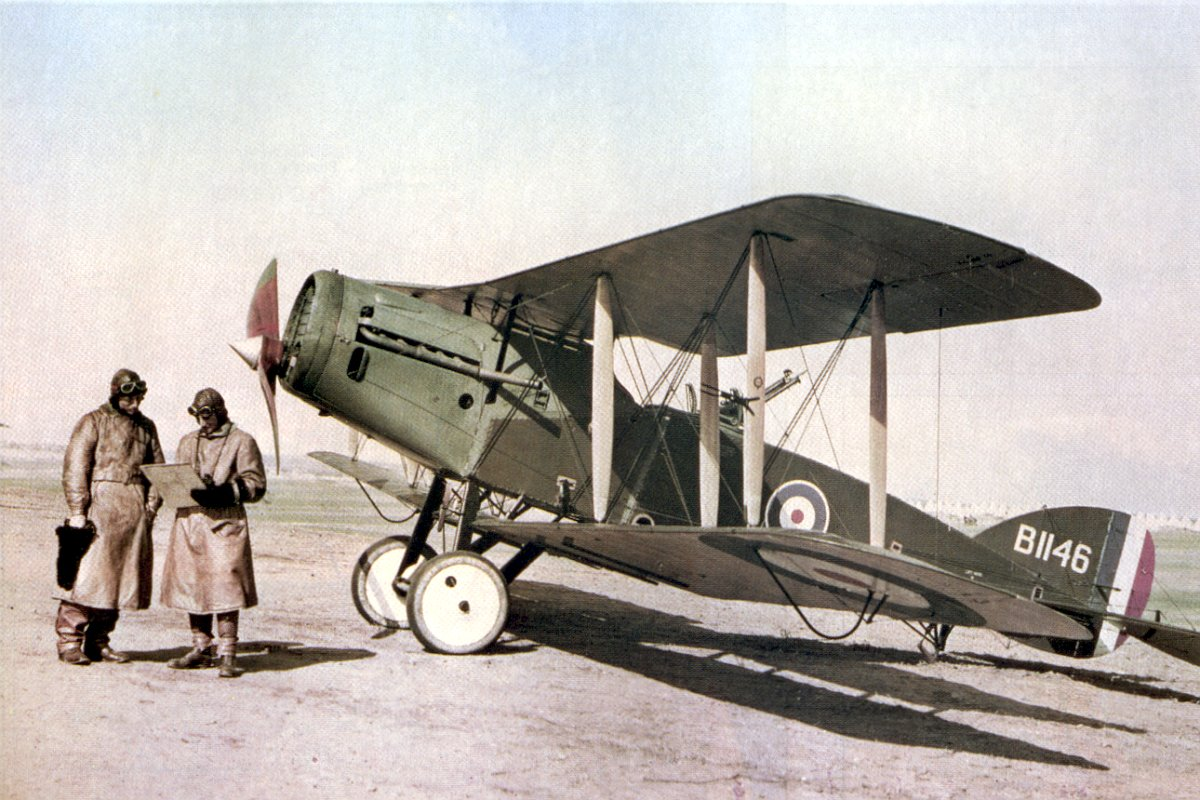
ブリストル F.2

- 9月9日 - イギリスの戦闘機ブリストル F.2が初飛行した。
- 9月17日 - マンフレート・フォン・リヒトホーフェンがアルバトロス D.IIで最初の撃墜を記録した。
- 9月18日 - 滋野清武、コウノトリ部隊に加わる。
- 10月28日 - ドイツの有名なパイロット、オズヴァルト・ベルケが友軍機との空中衝突し、戦死した。
- 11月11日 - アフメト・アリ・チェリクテンがトルコ海軍のパイロットになる。航空史における最初のアフリカ系操縦士の一人である。
- 11月21日 - ブレゲー 14が初飛行した。
- 11月27日 - 最初のドイツ軍の水上機による、ロンドン空襲が行われた。

## 1916年に初飛行した機体の画像

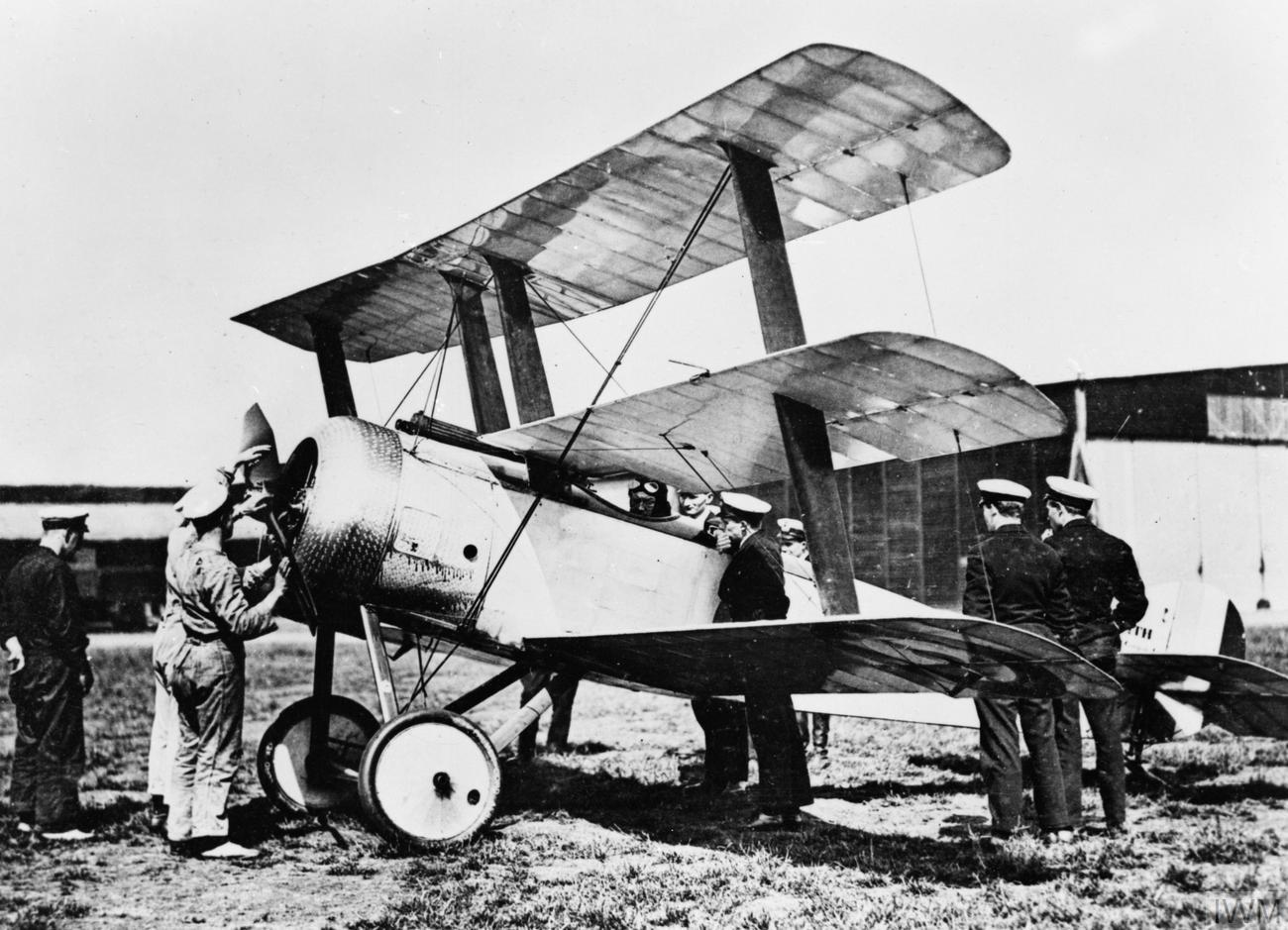
ソッピース トライプレーン （5月28日）
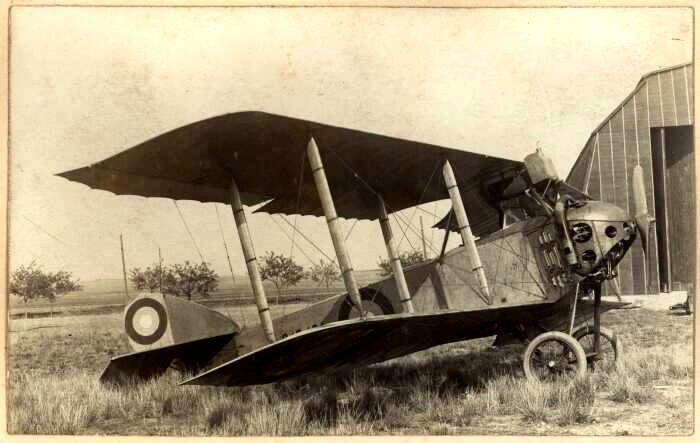
Anatra DS （8月7日）
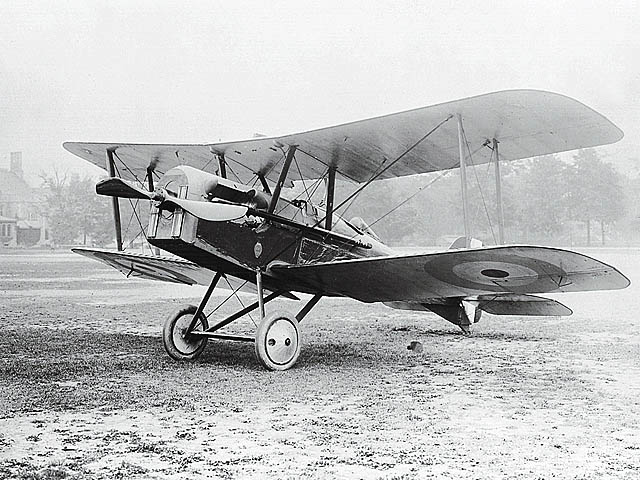
RAF S.E.5 （11月22日）